# Gerard Bucknall
Gerard Corfield Bucknall (Rock Ferry, 14 settembre 1894 – Cheam, 7 dicembre 1980) è stato un generale britannico.
Ufficiale della British Army, servì durante la prima e la seconda guerra mondiale. Durante la seconda ebbe il comando della 5th Infantry Division e successivamente del XXX Corps durante la Battaglia di Normandia.

## Biografia

### Dai primi anni alla prima guerra mondiale
Gerard Bucknall nacque il 14 settembre 1894 a Rock Ferry, nella contea inglese del Cheshire. Figlio di Harry Corfield Bucknall e Alice Frederica Oakshotta, studiò alla Repton School e alla West Downs School. Iniziò la sua carriera militare entrando al Royal Military College nel 1913, venendo incaricato sottotenente del Middlesex Regiment l'anno successivo. Durante la prima guerra mondiale Bucknall fu temporaneamente promosso al grado di tenente il 5 ottobre 1914, ottenendo la carica permanentemente l'11 dicembre dello stesso anno. Combatté nel 1º battaglione del Middlesex Regiment in Francia e in Belgio, comandandolo durante la battaglia della Somme. Dal 16 giugno del 1917 prestò servizio come brigade major nella 114th Brigade (parte della 38th Infantry Division) fino al termine del conflitto. Per la sua partecipazione nel conflitto, gli furono conferite la Military Cross ed una barra, oltre ad una menzione nei dispacci.

### Nel periodo interbellico
Durante il periodo interbellico Bucknall servì nell'esercito egiziano (l'Egitto al tempo era parte dell'impero britannico). Tornò successivamente nel 1st Battalion del Middlesex Regiment fino a quando non iniziò a frequentare lo Staff College nel biennio 1928-29. Dopo essere tornato nel reggimento ottenne il grado di General Staff Officer (GSO3) all'Ufficio della Guerra il 21 gennaio 1931 e lo mantenne fino al 30 agosto dell'anno successivo, quando tornò al Royal Military College per guidare una compagnia di cadetti.
Fu promosso al grado di Brevet Lieutenant Colonel il 1º gennaio del 1936 e dal 13 marzo del 1937 frequentò il Royal Naval College. Venne successivamente assunto istruttore al Royal Military College of Canada, sostituendo Gordon MacMillan. Durante questo periodo entrò in contatto con alcuni dei futuri generali canadesi della seconda guerra mondiale, come Harry Crerar, Eedson Burns e Guy Simonds, all'epoca anch'essi istruttori. Nel 1939 fu incaricato comandante del 2º battaglione del Middlesex Regiment. Restò nell'unità solo per pochi mesi, fino alla sua promozione a colonnello il 1º agosto e a quartiermastro generale all'Ufficio della Guerra.

### Durante la seconda guerra mondiale
Durante il secondo conflitto mondiale Bucknall comandò la 138th Infantry Brigade e dopo la promozione a maggiore generale il 29 luglio 1941 fu nominato General Officer Commanding (GOC) della 53rd Infantry Division. Il 29 luglio dell'anno successivo il primo dei due incarichi fu reso temporaneo. Fu promosso al rango di tenente generale il 12 settembre del 1942, sostituendo John Crocker come GOC dell'XI Corps in Anglia orientale. Il ruolo fu mantenuto fino all'aprile del 1943, quando sostituì ancora Frederick Edgeworth Morgan come GOC del I Corps, che avrebbe partecipato allo sbarco in Normandia assieme alla 3rd Canadian Division (Canada), la 3rd Division e la 49th Infantry Division (Regno Unito). Fu nominato Compagno dell'Ordine del Bagno il 2 giugno del 1943.
Stanco di addestrare truppe e desideroso di comandarle in prima linea oltremare, richiese una degradazione per comandare una divisione. Spedito nel Mediterraneo, il 3 agosto del 1943 fu incaricato GOC della 5th Infantry Division durante le fasi finali dello sbarco in Sicilia. Comandò la divisione durante lo sbarco a Salerno e gli inizi della campagna d'Italia.
Bucknall impressionò il generale Bernard Montgomery, comandante del 21st Army Group, che dopo aver assunto il comando dell'Operazione Overlord lo scelse per guidare il XXX Corps. Bucknall fu quindi incaricato tenente generale il 27 gennaio del 1944, grado temporaneo dall'11 marzo dello stesso anno. Il generale Alan Brooke considerò Bucknall non adatto ad un incarico così alto, motivo per il quale fu rimosso dal comando nell'agosto del 1944 e sostituito dal tenente generale Brian Horrocks. Montgomery ammise il suo errore di giudizio e nel novembre del 1944 il comando dell'Irlanda del Nord, incarico che mantenne fino al suo congedo dall'esercito il 4 marzo del 1948.

### Nel dopoguerra
Nel 1952 fu insignito del grado di colonnello del Middlesex Regiment e mantenne l'incarico fino al 1952. Morì all'età di 86 anni il 7 dicembre 1980.

### Annotazioni
1. ↑  Oggi "Reale accademia militare di Sandhurst"

### Fonti
1. 1 2 3  (EN) Biography of Lieutenant-General Corfierd Bucknall, su generals.dk. URL consultato il 28 novembre 2018.
2. ↑  (EN) Nick Hodson, Old West Downs Society — ex-Pupils, su westdowns.com, 15 maggio 2014. URL consultato il 28 novembre 2018.
3. 1 2  Bull, 2017, p. 38.
4. 1 2  Smart, 2005, p. 50.
5. ↑  (EN) Supplement 29131, in The London Gazette, 15 aprile 1915. URL consultato il 30 novembre 2018.
6. ↑  (EN) Supplement 29724, in The London Gazette, 25 agosto 1916. URL consultato il 30 novembre 2018.
7. ↑  (EN) Supplement 31158, in The London Gazette, 1º febbraio 1919. URL consultato il 1º dicembre 2018.
8. ↑  (EN) Supplement 33683, in The London Gazette, 23 gennaio 1931. URL consultato il 9 dicembre 2018.
9. ↑  (EN) Supplement 33861, in The London Gazette, 6 settembre 1932. URL consultato il 9 dicembre 2018.
10. ↑  (EN) Supplement 34239, in The London Gazette, 3 gennaio 1936. URL consultato il 9 dicembre 2018.
11. ↑  (EN) Supplement 34654, in The London Gazette, 15 agosto 1939. URL consultato il 16 gennaio 2019.
12. ↑  (EN) Supplement 35240, in The London Gazette, 5 agosto 1941. URL consultato il 17 gennaio 2019.
13. ↑  (EN) Supplement 35649, in The London Gazette, 28 luglio 1942. URL consultato il 17 gennaio 2019.
14. ↑  (EN) Supplement 36353, in The London Gazette, 28 gennaio 1944.
15. 1 2  Ford, 2002, p. 13.
16. ↑  (EN) Supplement 36437, in The London Gazette, 21 marzo 1944. URL consultato il 17 gennaio 2019.
17. ↑  (EN) Supplement 38826, in The London Gazette, 2 marzo 1948. URL consultato il 17 gennaio 2019.
18. ↑  (EN) T.F. Mills, The Middlesex Regiment (Duke of Cambridge's Own), su regiments.org, 14 ottobre 2005. URL consultato il 17 gennaio 2019 (archiviato dall'url originale il 25 dicembre 2005).
19. ↑  Mueller, 2014, p. 294.